# Cronistoria del Savoia 1908
La seguente voce riporta la cronistoria dell'Unione Sportiva Savoia 1908, società calcistica italiana con sede nella città di Torre Annunziata.